# 愛知県道469号東浦阿久比線
愛知県道469号東浦阿久比線（あいちけんどう469ごう ひがしうらあぐいせん）は、愛知県知多郡東浦町から同郡阿久比町に至る、一般県道である。

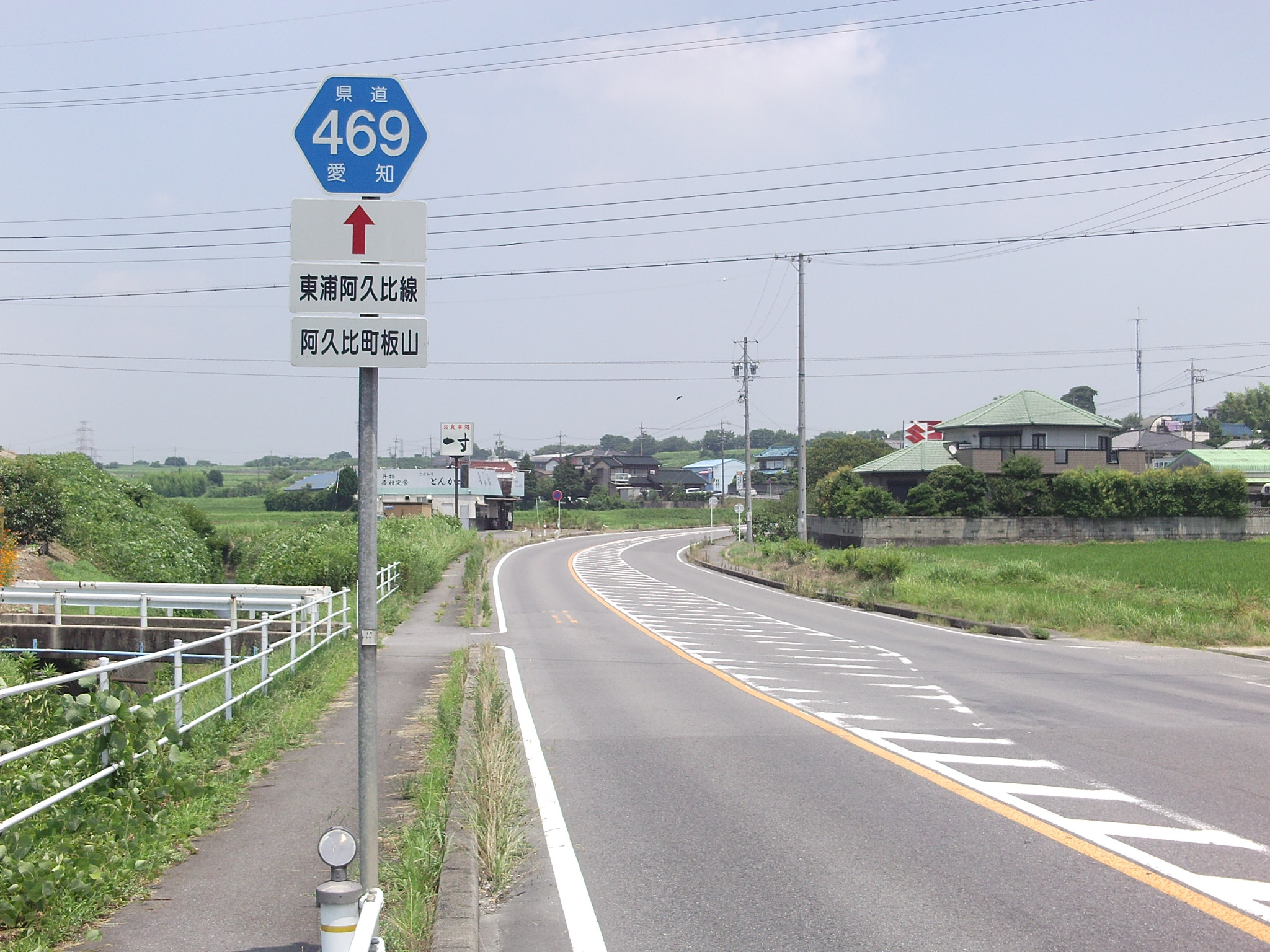
終点の阿久比町大字板山。

## 概要

### 路線データ
- 起点：愛知県知多郡東浦町大字石浜(石浜交差点)
- 終点：愛知県知多郡阿久比町大字板山(阿久比板山交差点)

## 沿革
- 1966年8月1日：認定

## 通過する自治体
- 愛知県
  - 知多郡
    - 東浦町
    - 阿久比町

## 接続する道路
- 国道366号 （石浜交差点）
- 愛知県道23号東浦名古屋線 （石浜三本松交差点）
- 愛知県道46号西尾知多線 （阿久比板山交差点）

## 沿線・周辺
- 県営東浦住宅